# Oskar Kokoschka

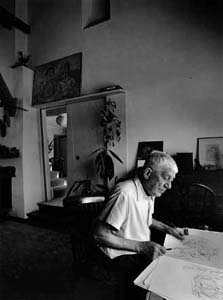
Oskar Kokoschka 1963

Oskar Kokoschka [ˌˀɔskɑɐ̯ʶ kʿoˈkʰɔʃkɑ] (1 de març de 1886 - 22 de febrer de 1980) va ser un artista i poeta austríac, conegut principalment pels seus retrats i paisatges expressionistes.

## Biografia
Nascut a Pöchlarn (estat de la Baixa Àustria), de 1903 a 1909 estudia a la Kunstgewerbeschule de Viena. Un dels seus professors és el pintor Gustav Klimt.
La carrera de Kokoschka va ser marcada en principi per intensos retrats de celebritats vieneses. Va servir en l'exèrcit austríac durant la Primera Guerra Mundial i va ser ferit. En l'hospital, els doctors van decidir declarar-lo mentalment inestable, així com ferit físicament. A pesar d'això, va continuar desenvolupant la seva carrera com a artista, viatjant a través d'Europa i pintant els paisatges que trobava. Va mantenir una relació sentimental apassionada, i sovint turbulenta, amb Alma Mahler, poc després de la mort de la seva filla petita amb Walter Gropius.
Després de diversos anys junts, Mahler el va rebutjar, donant com a motiu el temor que sentia per la intensa passió de la seva relació amb Kokoschka. Ell va continuar estimant-la durant tota la vida, i una de les seves grans obres, La núvia del vent, és un homenatge a ella. Classificat com a degenerat pels nazis, Kokoschka va fugir d'Àustria per refugiar-se al Regne Unit el 1938 i va romandre-hi durant la guerra.
El 1946 va esdevenir ciutadà britànic. Va viatjar breument als Estats Units el 1947, abans d'establir-se a Suïssa (a Villeneuve, on va morir) i no va ser fins al 1978 que va tornar a adquirir la nacionalitat austríaca.
Va rebre el Premi Erasmus per la seva contribució a la construcció d'Europa.

## Les pintures negres
Durant la seva primera etapa vienesa, Kokoschka simultaneja l'activitat artística amb la literària. Els seus drames expressionistes L'assassí, esperança de les dones o L'esfinx i l'home de palla, entre d'altres, van ser rebuts -igual que els seus primers retrats- com un autèntic ultratges per part de la burgesia vienesa. Malgrat el suport que li va brindar Adolf Loos buscant-li encàrrecs i l'eco de la seva participació en les exposicions de la Kunstschau de 1908 i 1909 -on es va poder veure quadres de Van Gogh i Edward Munch, entre d'altres-, Viena no li és massa propícia, per la qual cosa el 1910 es trasllada a Berlín amb el suport de Herwarth Walden, ànima de la galeria i la revista Der Sturm, un dels principals focus de difusió de les idees expressionistes.
Fins a la Primera Guerra Mundial, Kokoschka retrata tots els personatges fonamentals de la intel·lectualitat austríaca i alemanya moderna, en el que al mateix pintor agradava d'anomenar les seves "pintures negres": "pinta la brutícia de l'ànima", es deia en aquell ambient en el qual Sigmund Freud posava els pilars de la psicoanàlisi.